# Vibe coding

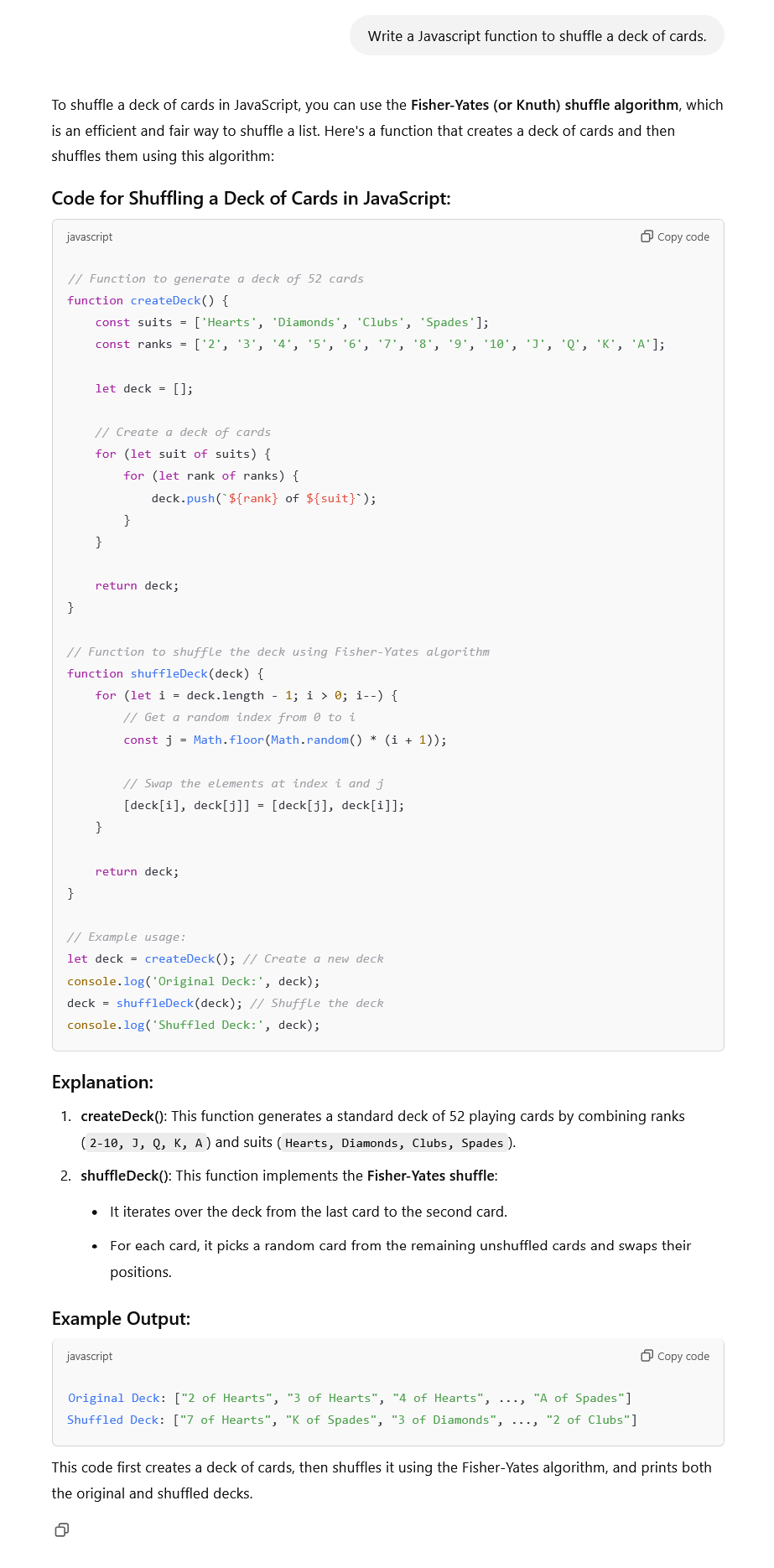
A ChatGPT se li demana "Escriure una funció Javascript per barrejar una baralla de cartes".

Vibe coding (codificació de vibracions) és una tècnica de programació depenent de la IA on una persona descriu un problema en unes poques frases com una indicació a un model de llenguatge gran (LLM) ajustat per a la codificació. El LLM genera programari, canviant el paper del programador de la codificació manual a guiar, provar i perfeccionar el codi font generat per IA. Els seus defensors afirmen que la codificació Vibe permet fins i tot als programadors aficionats produir programari sense l'extensa formació i habilitats necessàries per a l'enginyeria de programari. El terme va ser introduït per Andrej Karpathy el febrer de 2025 i es va incloure al Merriam-Webster Dictionary el mes següent com a substantiu "argot i tendència".

## Definició
L'informàtic Andrej Karpathy, cofundador d'OpenAI i antic líder d'IA a Tesla, va presentar el terme codificació de vibracions el febrer de 2025. El concepte es refereix a un enfocament de codificació que es basa en els LLM, que permet als programadors generar codi de treball proporcionant descripcions en llenguatge natural en lloc d'escriure'l manualment. Karpathy va descriure el seu enfocament com a conversa, utilitzant ordres de veu mentre la IA genera el codi real. "No és realment una codificació: només veig coses, dic coses, executo coses i copien i enganxen coses, i sobretot funciona". Karpathy va reconèixer que la codificació de vibracions té limitacions, i va assenyalar que les eines d'IA no sempre són capaços d'arreglar ni d'entendre errors, el que li obliga a experimentar amb canvis no relacionats fins que es resolguin els problemes. Va concloure que va trobar la tècnica "no gens dolenta per als projectes de cap de setmana d'un sol ús" i la va descriure com "bastant divertida".
El concepte de codificació de vibracions elabora l'afirmació de Karpathy del 2023 que "el nou llenguatge de programació més popular és l'anglès", el que significa que les capacitats dels LLM eren tals que els humans ja no haurien d'aprendre llenguatges de programació específics per comandar ordinadors.
Una part clau de la definició de la codificació de vibracions és que l'usuari accepta el codi sense una comprensió completa. L'investigador d'IA Simon Willison va dir: "Si un LLM va escriure totes les línies del vostre codi, però ho heu revisat, provat i ho heu entès tot, això no és codificació de vibracions al meu llibre, això és utilitzar un LLM com a assistent d'escriptura".

## Recepció i ús
El periodista del New York Times Kevin Roose, que no és un programador professional, va experimentar amb la codificació de vibracions per crear diverses aplicacions a petita escala. Els va descriure com a "programari per a un", fent referència a eines personalitzades generades per IA dissenyades per atendre necessitats individuals específiques, com ara una aplicació anomenada LunchBox Buddy que va analitzar el contingut de la seva nevera per suggerir articles per a un dinar per emportar. Roose va assenyalar que, tot i que la codificació de vibracions permet als no programadors generar programari funcional, els resultats sovint són limitats i propensos a errors. En un cas, el codi generat per IA va fabricar ressenyes falses per a un lloc de comerç electrònic. Va suggerir que la codificació de vibracions és més adequada per a projectes d'afició que per a tasques essencials. També va observar que la codificació assistida per IA permet a les persones desenvolupar programari que abans requeria un equip d'enginyeria. En resposta a Roose, l'expert en intel·ligència artificial Gary Marcus va dir que l'algoritme que va generar l'aplicació LunchBox Buddy de Roose s'havia entrenat amb el codi existent per a tasques similars. Marcus va dir que l'entusiasme de Roose va derivar de la reproducció, no de l'originalitat.
El febrer de 2025, Business Insider va descriure la codificació de vibracions com una nova paraula de moda a Silicon Valley.
El març de 2025, Y Combinator va informar que el 25% de les startups del seu lot de l'hivern de 2025 tenien bases de codi generades en un 95% per IA, cosa que reflecteix un canvi cap al desenvolupament assistit per IA.
La codificació de vibracions ha suscitat preocupacions sobre la comprensió i la responsabilitat. Els desenvolupadors poden utilitzar codi generat per IA sense comprendre completament la seva funcionalitat, cosa que condueix a errors no detectats, errors o vulnerabilitats de seguretat. Tot i que aquest enfocament pot ser adequat per a la creació de prototips o "projectes de cap de setmana d'utilització" com Karpathy va imaginar originalment, alguns experts consideren que suposa riscos en entorns professionals, on una comprensió profunda del codi és crucial per a la depuració, el manteniment i la seguretat. Ars Technica cita Simon Willison, que va afirmar: "La codificació de Vibe per arribar a una base de codi de producció és clarament arriscada. La major part del treball que fem com a enginyers de programari implica l'evolució dels sistemes existents, on la qualitat i la comprensió del codi subjacent és crucial". En el que Ars Technica va descriure com un "gir irònic en l'augment de la 'codificació de vibracions', un assistent de codificació d'IA va rebutjar la sol·licitud d'un programador per generar codi i va respondre amb el text: "No puc generar codi per a tu, ja que això seria completar el teu treball", i va continuar, "hauries de desenvolupar la lògica tu mateix".
Tres enginyers entrevistats per IEEE Spectrum van coincidir que la codificació de vibracions és una manera perquè els programadors aprenguin idiomes i tecnologies que encara no estan familiaritzats.